# Futebol de mesa

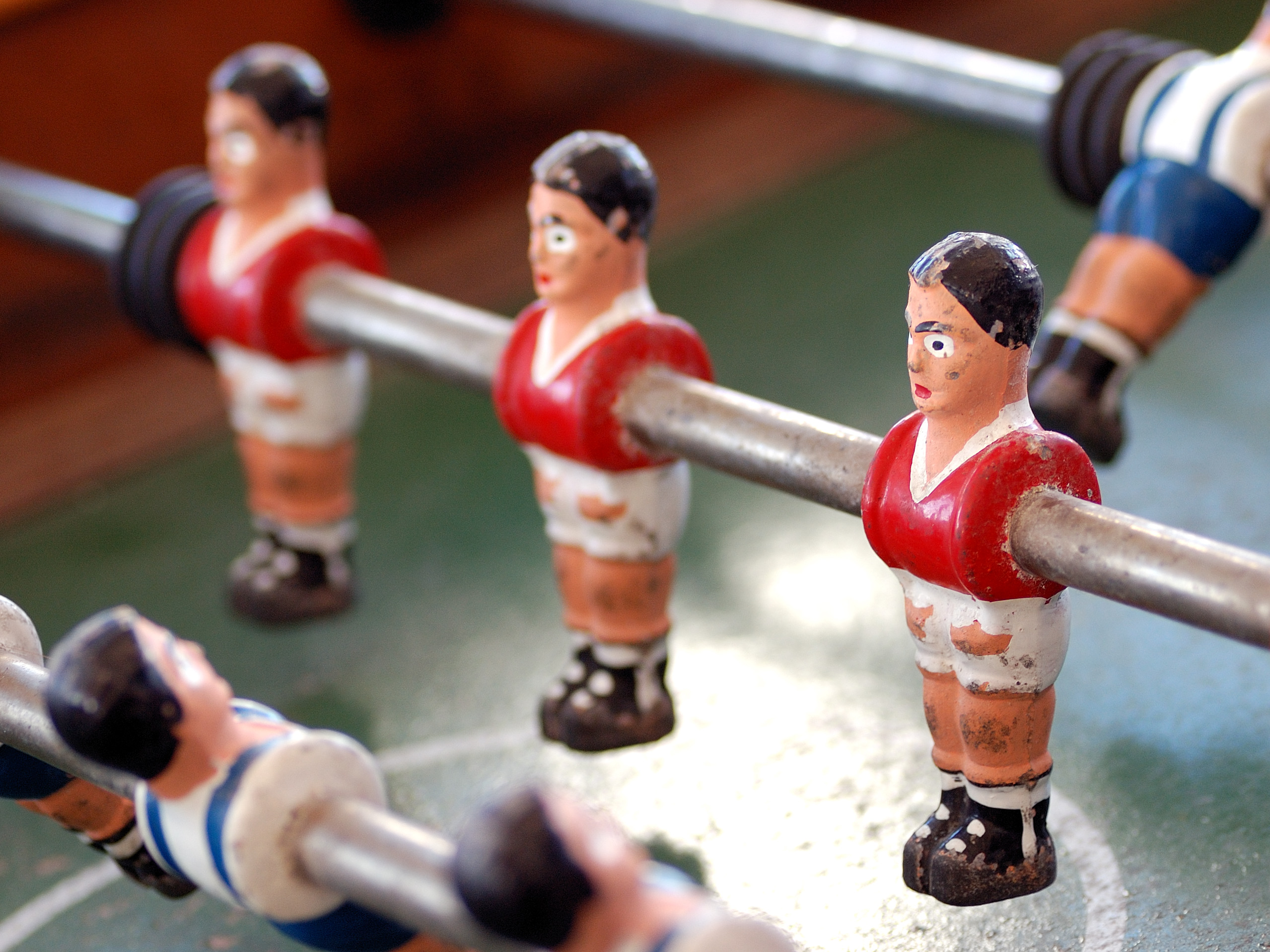

O futebol de mesa - conhecido na maior parte do Brasil como totó (Rio de Janeiro, Espírito Santo, Região Nordeste, Minas Gerais, Pará etc), pebolim (São Paulo, Sul, Centro-Oeste, Norte, triângulo e sul de Minas Gerais), pacal (sul de Santa Catarina); e em Portugal como matraquilhos ou matrecos ou perceberitos é um jogo inspirado no futebol, que consiste em manipular bonecos presos a manetes, possibilitando "jogar futebol" numa mesa. Em Portugal, existe competição oficial organizada desde 2007, ano da criação da Federação Portuguesa de Matraquilhos. 
Em Portugal, quem gere oficialmente ao momento a modalidade de futebol de mesa é a Federação Portuguesa de Matraquilhos e Futebol de Mesa (FPMFM).  Esta federação, com Estatuto de Utilidade Pública reconhecido em 2024, em Portugal é reconhecida internacional pela ITSF - International Table Soccer Federation.

## Origem

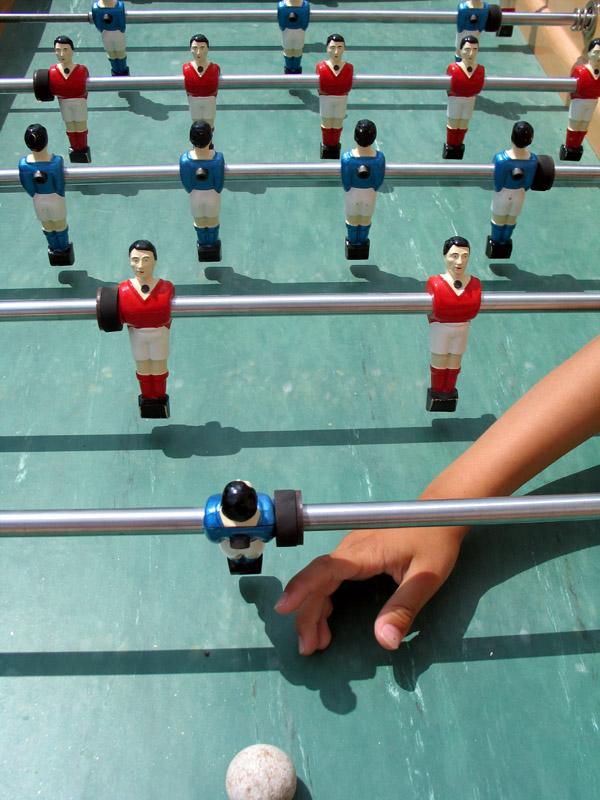

Inventado na Europa, há registros de patentes de jogos de futebol de mesa no início do século passado na Alemanha, na Inglaterra e na Espanha. Segundo a versão deste último, que considera o futebol de mesa um patrimônio nacional, o jogo teria sido inventado pelo galego (espanhol) Alexandre de Fisterra, ferido em 1936 durante a Guerra Civil Espanhola. No hospital em que ficou internado, em Monserrat, conheceu muitas crianças também feridas e impossibilitadas de jogar futebol. Ele, então, teria se inspirado no tênis de mesa  para criar o futebol de mesa.
A partir das instruções de Fisterra, seu amigo Francisco Javier Altuna desenvolveu a ideia construindo a mesa e os componentes de madeira e metal que integram o jogo. A invenção foi patenteada em 1937, mas, após escapar do fascismo na França, Finisterre perdeu os papéis da patente. Depois de ter sido exilado para a América do Sul, introduziu algumas alterações, como as barras de aço, e divulgou o jogo pelo continente.
O jogo rapidamente divulgou-se pela Europa. Tanto que, na década de 1960, quando Alexandre de Fisterra regressou à Espanha, o jogo encontrava-se já largamente divulgado, embora muito do crédito desta divulgação se deva ao fato dos fabricantes valencianos o assumirem como jogo nacional.
Contudo, essa versão da origem do futebol de mesa é contestada pelos alemães, que garantem que o jogo foi criado por Broto Wachter, que teria comercializado uma mesa de futebol já em 1930. A diferença é que todos os objetos eram de madeira, incluindo as barras, e os "jogadores" não tinham forma de bonecos, sendo pequenos triângulos.
Hoje em dia, o futebol de mesa é muito popular e as mesas mais modernas possuem barras de titânio, bonecos de plástico e até placar eletrônico.

## O jogo
Os jogadores usam figuras montadas em barras rotatórias para "chutar" uma bolinha até o gol do adversário. São necessários reflexos rápidos para controlar os bonequinhos de forma eficaz. O vencedor pode ser definido ao se atingir um placar pré-determinado ou em partidas por tempo. Eventos oficiais têm suas regras próprias.
O tamanho pode variar de uma mesa para outra. Mas sempre há oito fileiras de bonecos presos nas barras, quatro para cada jogador. Normalmente há um boneco para o gol, dois para a "defesa", cinco para o "meio-de-campo" e três para o "ataque" (num total de onze, como no futebol real), divididos da seguinte forma:
| \| 1ª barra \| Goleiro Time A \| 1 boneco \| \| 2ª barra \| Defesa Time A \| 2 bonecos \| \| 3ª barra \| Ataque Time B \| 3 bonecos \| \| 4ª barra \| Meio-de-campo Time A \| 5 bonecos \| \| 5ª barra \| Meio-de-campo Time B \| 5 bonecos \| \| 6ª barra \| Ataque Time A \| 3 bonecos \| \| 7ª barra \| Defesa Time B \| 2 bonecos \| \| 8ª barra \| Goleiro Time B \| 1 boneco \| |                      |           |
| 1ª barra | Goleiro Time A       | 1 boneco  |
| 2ª barra | Defesa Time A        | 2 bonecos |
| 3ª barra | Ataque Time B        | 3 bonecos |
| 4ª barra | Meio-de-campo Time A | 5 bonecos |
| 5ª barra | Meio-de-campo Time B | 5 bonecos |
| 6ª barra | Ataque Time A        | 3 bonecos |
| 7ª barra | Defesa Time B        | 2 bonecos |
| 8ª barra | Goleiro Time B       | 1 boneco  |

No Brasil e em Portugal, o futebol de mesa é disputado principalmente como brincadeira, em casas de jogos, escolas e clubes. Nesses casos, os jogadores costumam combinar suas próprias regras. Em meados da década de 1960, alguns países criaram federações nacionais para organizar regras e torneios, mas apenas em Agosto de 2002 surgiu a International Table Soccer Federation (literalmente, "Federação Internacional de Futebol de Mesa"), da qual Portugal também iniciou-se membro através da FPAFM  (Federação Portuguesa das Associações de Futebol de Mesa). Ao momento e oficialmente a modalidade de futebol de mesa em Portugal tem como membro oficial e reconhecido a Federação Portuguesa de Matraquilhos e Futebol de Mesa.
O Brasil filiou-se em 2007, através da ABP (Associação Brasileira de Pebolim).
Há duas formas básicas de jogar futebol de mesa: individual ou em duplas. Jogando de forma individual, há um competidor de cada lado, cada um responsável pelas quatro manipulas que comandas as barras dos bonecos. No jogo de duplas, um jogador de cada time fica responsável por "goleiro" e "defesa" e o outro, por "meio-de-campo" (ou "meio-campo") e "ataque".

## Regras
As regras oficiais do jogo Futebol Mesa em Portugal podem ser consultadas no sitio web da Federação Portuguesa de Matraquilhos e Futebol Mesa-FPMFM.

## Nomenclatura

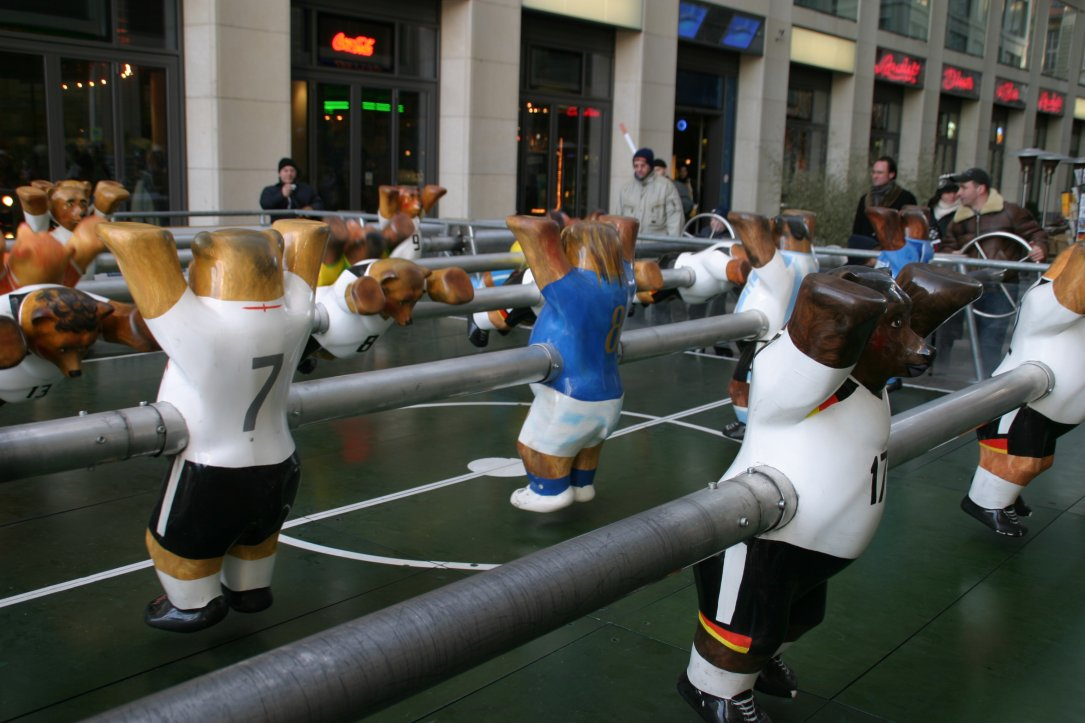
Em 2006, foram criados em Berlim os maiores pebolins com figuras Buddy Bear de 1 metro para o Mundial de Futebol.

Em cada país, o futebol de mesa tem um nome diferente, sendo que no Brasil há três nomenclaturas mais comuns. O nome mais comum para a maioria dos estados brasileiros é "totó", porém em São Paulo, Paraná, sul de Minas Gerais, Santa Catarina e Rio Grande do Sul o jogo é chamado de "pebolim".
Em Portugal, o termo dicionarizado é "matraquilhos", embora também seja comum chamar ao jogo "matrecos". Agora, com as competições internacionais, o desporto é mais recentemente reconhecido e reinvidicado como: "Table Soccer - futebol de mesa". Na região do Porto é ainda comum apelidar o jogo de "perceberitos". Na Região Autónoma da Madeira também é apelidado de "roleta", devido aos movimentos de rodar que se efectua.
Na língua espanhola, também há diferenças entre alguns países. Na Espanha, utiliza-se o termo "futbolín", enquanto na Argentina, o jogo chama-se "metegol". Nos Estados Unidos, o jogo é chamado de "foosball", termo criado a partir da palavra alemã Fußball (que significa futebol).
Na Itália popularmente se utiliza os termos: "calcio balilla", "Calcino" ou "Fubalino" (Que traduzindo significa: futebolzinho) e "pincanello".
Na França, o jogo é popularmente conhecido como "baby-foot", enquanto que na Alemanha, chama-se "Tischfußball", literalmente "futebol de mesa" ou "Tischkicker". Apesar das diversas nomenclaturas, as federações nacionais, quando existem, costumam utilizar o "nome genérico" de futebol de mesa, como a Fédération Française de Football de Table.
O uso do termo futebol de mesa, porém, não deve ser confundido com o futebol de botão, que também é conhecido no Brasil pelo nome de "futebol de mesa" e conta, inclusive, com federações estaduais que utilizam esse termo.

## Torneios no Brasil
A história de torneios oficiais no Brasil é bastante recente. O primeiro torneio realizado pela ABP (Associação Brasileira de Pebolim) ocorreu no ano de 2008, disputado nas categorias Individual e Duplas e seguiu este formato até o ano de 2010.
Em 2011 a ABP (Associação Brasileira de Pebolim) lançou um torneio com diversas categorias: Individual Open, Duplas Open, Sênior (para maiores de 50 anos), Junior (para menores de 18 anos) e Feminino. Este ano marcou, ainda, a estreia da 2ª divisão na categoria Individual Open.